# Batalla de Poltava
La batalla de Poltava va ser una batalla entre els exèrcits del tsar Pere I de Rússia i Carles XII de Suècia, el 27 de juny (8 de juliol de 1709 en calendari julià), és una de les més famoses batalles de la Gran Guerra del Nord. Acabà amb la victòria del Tsarat Rus i va iniciar la fi del regne de Suècia com superpotència a Europa.

## Preludi
Després de les victòries sueques del 1700, el Tsarat Rus i Dinamarca perderen gran part de la seva capacitat militar, però a Carles XII de Suècia li va ser impossible finalitzar la guerra durant els vuit anys que combaté amb Saxònia i la Confederació de Polònia i Lituània, els únics membres de la coalició anti-sueca que seguiren combatent. Durant aquest temps Pere I va reorganitzar i va armar un exèrcit gran i modern, basat en una infanteria entrenada correctament en l'ús d'armes, assolint una victòria clau a la Livònia sueca, fundant a més la ciutat de Sant Petersburg. Com a represàlia, Carles XII va ordenar un atac al cor de Rússia, amb l'objectiu final d'ocupar Moscou.
En 1708 Carles XII va marxar a Rússia al capdavant d'un gran exèrcit, però els russos van refusar entaular un combat directe, i en comptes d'això, van adoptar la tàctica de terra cremada. L'estiu era fred i humit, i les provisions difícils de trobar.
Carles XII depenia d'una columna de proveïment. La columna estava a càrrec del general Adam Ludwig Lewenhaupt i la integraven 11.000 homes, 16 canons, ramats de bestiar i milers de carros, que en les millors condicions eren lents, però que quedaren pràcticament inutilitzats pel mal estat dels camins.
Sense cap comunicació directa entre les dues forces, Carles XII va esperar l'arribada de Lewenhaupt. Estava a 130 quilòmetres de Moscou, però sense desconeixent-ho, el sobirà suec es va fartar i va decidir canviar el rumb de la marxa cap al sud, en direcció a Ucraïna cercant provisions i un millor clima. Ucraïna, sota el comandament d'Ivan Mazepa, havia estat en converses amb Carles XII, i en aquest moment s'havia aliat oficialment als suecs per a assolir la independència respecte a Rússia.
Lewenhaupt el va seguir cap a Ucraïna i va ser atacat mentre creuava un riu prop d'un llogaret, que va donar nom a la batalla de Lesnaia. Les seues forces van resistir l'atac rus, però estaven sorpreses al trobar-se que el nou exèrcit rus els podia plantar cara. Lewenhaupt va decidir reunir-se al més aviat possible amb les tropes de Carles XII, abandonant els canons, el bestiar i la resta d'aliments, ocasionant un motí entre les seves tropes.
Apoderant-se de tot l'alcohol abandonat, els soldats es van emborratxar i Lewenhaupt es veié forçat a abandonar a prop de 1.000 homes beguts als boscos. Quan finalment van reunir-se amb Carles XII ja a l'hivern, no tenien provisions i solament quedaven 6.000 homes.

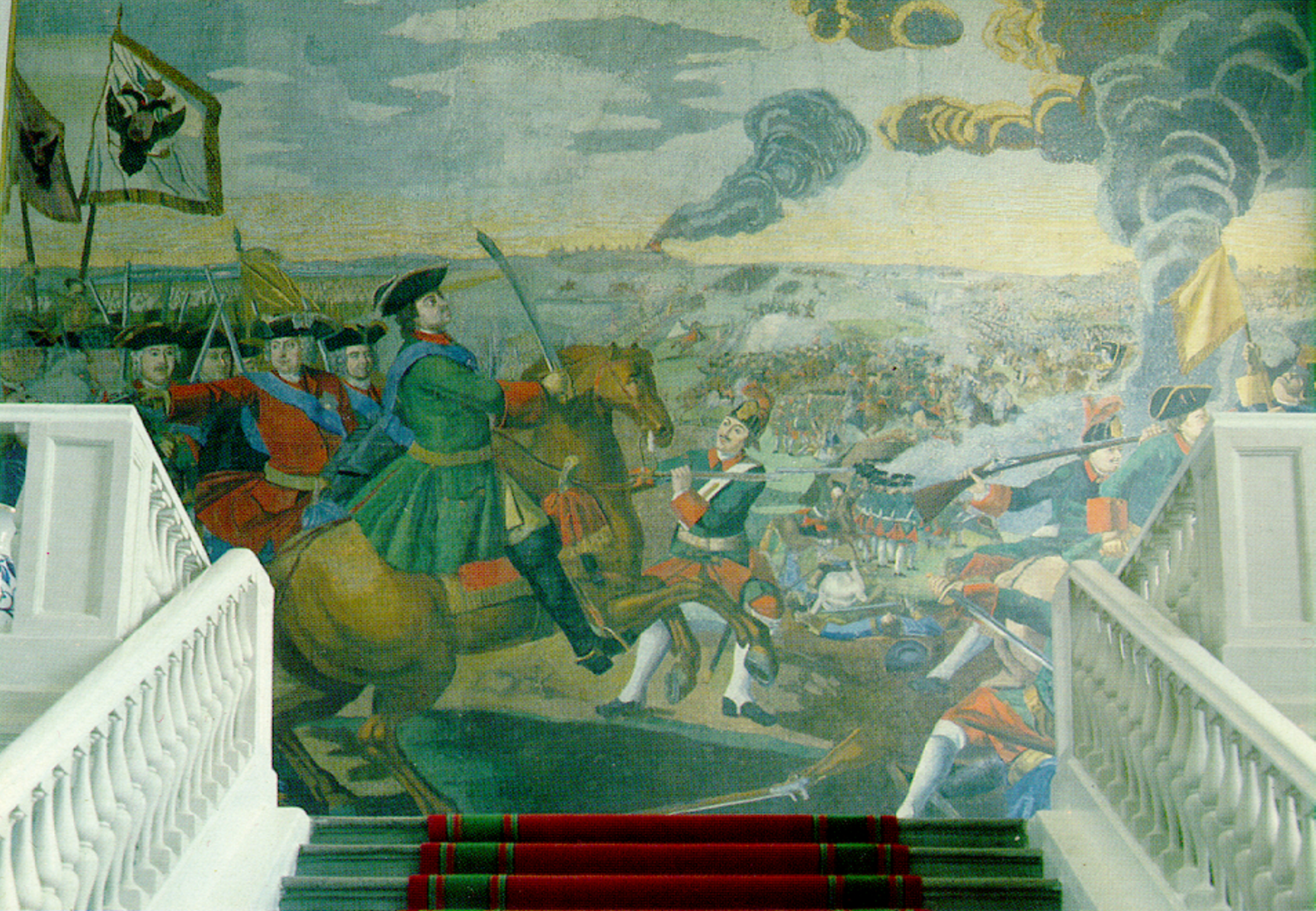
Batalla de Poltava: un fragment del gran mosaic de Mikhaïl Lomonóssov.

Mentrestant Carles XII havia reempres el seu avanç, però el seu exèrcit s'havia reduït a prop de la meitat, a causa del fam, la congelació i a altres efectes del clima. El clima humit també havia afectat seriosament a les reserves de pólvora; la seva artilleria estava pràcticament fora de joc degut a la manca de munició i pólvora.
La següent acció de Carles XII, fou posar setge a la fortalesa de Poltava al riu de Vorskla, a Ucraïna. Pere I havia organitzat una força enorme per a protegir-la, fixant ràpidament una doble línia defensiva, atrapant a les forces sueques entre la fortalesa i les línies russes.

## Batalla
Quan la batalla s'inicià, Carles XII disposava de prop de 20.000 homes, i Pere I uns 45.000. Per a empitjorar les coses per als suecs, Carles XII va ser ferit en el peu durant el setge a la fortalesa el 17 de juny, per un franctirador rus, durant una inspecció dels llocs d'avançada suecs al Vorskla, i va haver de traspassar el comandament al mariscal del camp Carl Gustav Rehnskiöld. Planejà llavors trencar les línies russes i escapar-se en direcció nord.
La batalla començà abans de clarejar a les 3:45 de la matinada del 28 de juny, amb les tropes sueques avançant contra les línies fortificades russes. AL principi, la batalla va començar d'una manera tradicional, amb els suecs millor entrenats atacant el flanc esquerre i el centre dels russos, ocupant algunes posicions defensives russes.
Inicialment els suecs semblaven posseir l'avantatge, però aquesta va ser anul·lada ràpidament.
A l'alba, l'ambient ja era molt càlid i humit, amb el cel enfosquit pel fum dels canons i el foc dels mosquets. Pere I disposava d'un avantatge numèric considerable pel que fa a la infanteria, i mentre atacava a les forces sueques amb foc d'artilleria, va organitzar un grup enorme de prop de 25.000 homes per reforçar el seu centre, desplegant-los a l'exterior de les fortificacions, aproximadament a les 9:00 del matí, amb el suport de 73 canons pesants.
La infanteria sueca, comandada per general Lewenhaupt, intentà atacar a la infanteria russa que tenia al front. Però l'avanç suec prompte va vacil·lar, i les pobres comunicacions entre les línies sueques van incrementar la desorientació de les unitats sueques.
Per a empitjorar les coses, una altra secció sueca, comandada per general Roos, va quedar aïllada a les trinxeres defensives russes quan una columna de prop de 4.000 reforços russos reocupà les posicions fortificades, atrapant a Roos i la seva força de 2.600 homes. Amb més de 1.000 baixes i amb poca munició, Roos va ser forçat a rendir-se.
Al nord, l'atac suec es va afeblir quan un contraatac rus començà a les 10:10, quan una força de cavalleria comandada per general Ménxikov, atacà el flanc dret suec aïllant a la infanteria sueca, deixant-la al descobert front la infanteria russa del centre, comandada per Pere I en persona.
A les 10:30 una altra secció de cavalleria russa, comandada per general Bauer, va atacar el flanc i la rereguàrdia esquerres sueques, trencant les seues línies en 15 minuts.
Veient la derrota del seu exèrcit, Carles XII va ordenar la retirada a les 11:00 del matí. Al migdia, la batalla estava acabada, ja que la cavalleria russa havia reagrupat als extraviats en el camp de batalla i havia tornat a les seves pròpies línies.

## Conseqüències
Carles XII de Suècia reuní la resta de les seues tropes i el tren del bagatge, i es va retirar el mateix dia, abandonant el setge de Poltava. Els russos perseguiren als suecs que es dirigirien al riu Dnièper, atrapant-los tres dies més tard, donant lloc a la rendició de Perevolotxna, el dia 1 de juliol.
Carles XII va aconseguir travessar el riu Prut, juntament amb la seva guàrdia personal i alguns alts oficials, dirigint-se després a la ciutat de Bender dins l'Imperi Otomà, on va trobar refugi.
El dia de la batalla de Poltava, al Tsarat Rus fou el 28 de juny de 1709 perquè allí regia encara el calendari julià, però en els països que ja s'havien passat al calendari gregorià fou el 8 de juliol de 1709.